# Большевик (Ипатовский городской округ)
Большеви́к — посёлок в Ипатовском городском округе Ставропольского края Российской Федерации. 

## Географическое положение
Расстояние до краевого центра: 140 км. Расстояние до районного центра: 49 км.

## История
Посёлок входил в Безопасненский сельсовет, затем в Тахтинский.
В 1934 году был образован Большевистский поссовет.
До 1 мая 2017 года посёлок был административным центром упразднённого Большевистского сельсовета.

## Население
| 1989 | 2002  | 2010  | 2014  | 2021  | 2023  |
| ---- | ----- | ----- | ----- | ----- | ----- |
| 1874 | ↘1691 | ↘1580 | ↗1600 | ↘1103 | ↗1319 |

По данным переписи 2002 года, 95 % населения — русские.

## Инфраструктура
- Социально-культурное объединение.
- Модульный ветеринарный участок[11]
- Два общественных открытых кладбища. Первое, площадью 9625 м², расположено на западной окраине посёлка. Второе, площадью 1200 м², находится в 450 м к югу от фермы № 2[12].

## Образование
- Детский сад № 25 «Теремок»
- Средняя общеобразовательная школа № 10

## Экономика
- Племзавод имени Героя соцтруда В. В. Калягина[13][14]. Совхоз создан в 1921 году. В 1960 году решением коллегии министерства сельского хозяйства СССР за выдающиеся заслуги в выращивании овец Кавказской породы совхоз преобразовали в Государственный племенной овцеводческий завод[3].

## Люди, связанные с посёлком
- Жихарев, Пётр Филиппович — почти 50 лет чабан, старший чабан племенного овцеводческого завода «Большевик», Герой Социалистического Труда.
- Николай Андреевич Сивцев — старший чабан фермы № 3, Герой Социалистического Труда.
- Григорий Тихонович Харечко, Герой Социалистического Труда.
- Дмитрий Тихонович Харечко, Герой Социалистического Труда.
- Сивцев, Николай Андреевич (1933-1998) —  старший чабан госплемовцезавода «Большевик», Герой Социалистического Труда